# ويليام دبليو.جي. جريس
ويليام جلبرت ("دبليو.جي.") جريس (William Gilbert ("W. G.") Grace)،  عضوية الكلية الملكية للجراحين (MRCS)، حاصل على الكلية الملكية للأطباء (LRCP) (المولود في 18 من يوليو 1848م -23 من أكتوبر 1915م) لاعب كريكت هاوي إنجليزي الجنسية، كان يعد أهم المطورين لهذه اللعبة وكذلك أفضل اللاعبين لها على الإطلاق. اشتُهر عالميًا باسم دبليو جي، ولعب في كريكت الدرجة الأولى لمدة 44 موسمًا بدايةً من عام 1865م وحتى عام 1908م، حيث كان قائد الفريق الإنجليزي ونادي غلوسترشير للكريكت وفريق الجنتلمن ونادي ماريليبون للكريكت (MCC) وفريق ايلفن اتحاد جنوب إنجلترا والعديد من الفرق الأخرى. كما نشأ جريس في عائلة تهوى الكريكت: وكان الظهور الأول لدبليو جي مع أخيه ايه ام جريس أحد أكبر إخوته وفريد جريس الأخ الأصغر، ولعب الثلاثي لأول مرة معًا في مباراة تست كريكت.
وقد هيمن جريس على اللعبة طيلة حياته الرياضية نظرًا لكونه ضارب وبولر أيمن اليد. وساهمت ابتكاراته التقنية وتأثيره الخضم في ترك تراث دائم حتى يومنا هذا. وبسبب إتقانه للعديد من الألعاب المختلفة، تفوق جريس في المهارات الأساسية في ضرب ودحرجة الكرة والتمرين، ولكنه اشتُهر أكثر بضربه للكرة. وكان له الفضل في تقنية ضرب الكرة الحديثة. وبسبب افتتاح الجولات، تم تكريمه لإتقانه لجميع إيقاعات ضرب الكرة ويوضح العديد من النقاد المعاصرين بأن مستويات خبرته فريدة من نوعها. تقلد قيادة جميع الفرق التي لعب فيها نظرًا لمهارته وذكائه التكتيكي.
تأهل جريس كممارس طبي في 1879م. وبسبب مهنته الطبية، لم يحترف لعبة الكريكت مع أنه كان يتقاضى أموالًا في لعبة الكريكت أكثر من لاعبي الكريكت المحترفين. وكان جريس لاعبًا ذا روح تنافسية عالية، وعلى الرغم من أنه كان أكثر الرجال شهرة في إنجلترا، إلا أنه كان أكثر اللاعبين إثارة في فن الفوز بالمباريات والذكاء المالي.
وشارك في العديد من الألعاب الرياضية الأخرى: وكان بطل 440 ياردة حواجز عندما كان صغيرًا، كما لعب أيضًا كرة القدم مع فريق واندرز. وفي آخر حياته، تحمس لألعاب الجولف والبولينج والكيرلنج.

## روابط خارجية
- ويليام دبليو.جي. جريس على موقع الموسوعة البريطانية (الإنجليزية)
- ويليام دبليو.جي. جريس على موقع ميوزك برينز (الإنجليزية)
- ويليام دبليو.جي. جريس على موقع إي آس بي آن كريك إنفو (الإنجليزية)